# Atteva mathewi
Atteva mathewi is een vlinder uit de familie Attevidae. De wetenschappelijke naam van de soort werd in 1887 gepubliceerd door Arthur Gardiner Butler.